# Grad Caerphilly
Grad Caerphilly (valižansko Castell Caerffili) je srednjeveška utrdba v Caerphillyju v južnem Walesu. Zgradil ga je Gilbert de Clare v 13. stoletju, ko si je prizadeval osvojiti Glamorgan, in bil priča mnogim spopadom Gilberta in njegovih potomcev z avtohtonimi valižanskimi vladarji. Obdan je z obsežnimi umetnimi jezeri. Allen Brown, zgodovinar, pravi, da velja za "najbolj izpopolnjeno vodno obrambo v vsej Britaniji". Zavzema okoli 12 ha in je drugi največji grad v Veliki Britaniji.  Znan je po značilni koncentrični obrambi gradu in svojih velikih vhodnih vratih.
Gilbert ga je začel graditi leta 1268 po zasedbi severa Glamorgana. Večina gradnje je bila končana v naslednjih treh letih. Projektu je nasprotoval Gilbertov tekmec Llywelyn ap Gruffuddom, ki je leta 1270 vodil požig, nato so grad leta 1271 prevzeli kraljevi uradniki. Kljub tej prekinitvi je Gilbert uspešno končal gradnjo in prevzel nadzor nad regijo. Jedro gradu z luksuzno nastanitvijo v njem je bilo zgrajeno na kraju, ki je postal osrednji otok. Obdaja ga več umetnih jezer. Gilbert se je verjetno zgledoval po gradu Kenilworth. Jezovi teh jezer so bili dodatno utrjeni in otok na zahodu dodatno zaščiten. Koncentrični krogi zidov so navdihnili gradove Edvarda I. v severnem Walesu in pokazali tisto, kar zgodovinar Norman Pounds imenuje "prelomnica v zgodovini gradov v Britaniji". 
Grad je bil napaden leta 1294 med uporom Madoga ap Llywelyna, leta 1316 med vstajo Llywelyna Brena in v letih 1326, 1327 ob strmoglavljenju Edvarda II.  V poznem 15. stoletju je začel nazadovati, v 16. stoletju so jezera odtekla in oropali so ga zaradi kamenja. Markiz  Bute je pridobil nepremičnine leta 1776. Tretji in četrti markiz sta ga obnavljala. Leta 1950 je grad in zemljišče prevzela država in vodno obrambo so ponovno poplavili. Zdaj ga upravlja Cadw (Agencija za dediščino) kot turistično zanimivost.

## Zgodovina

### 13. stoletje
Grad Caerphilly je bil zgrajen v drugi polovici 13. stoletja, ko so Anglo-Normani prodirali v južni Wales. Normani so se začeli pojavljati v Walesu v poznih 1060-ih in prodirali zahodno od svojih izhodišč v zadnjem času zasedene Anglije. Njihovo napredovanje je bilo zaznamovano z gradnjo gradov in ustvarjanjem regionalnih graščakov. Gloucestrski grofi so imeli leta 1093 nalogo, da obvladajo regijo Glamorgan. Prizadevanja so se nadaljevala tudi v 12. in začetku 13. stoletja. Med anglo-normansko gospodo in lokalnimi valižanskimi vladarji je bilo veliko spopadov. Močna družina de Clare je dobila grofijo leta 1217 in še naprej poskušala osvojiti celotno regijo Glamorgan.
Leta 1263 je Gilbert de Clare, znan tudi kot Rdeči Gilbert zaradi barve svojih las, podedoval družinske posesti. Nasprotoval mu je domači valižanski princ Llywelyn ap Gruffudd v Glamorganu. Llywelyn je s pridom izkoristil kaos državljanske vojne v Angliji med Henrikom III. in uporniškimi baroni v 1260-ih in razširil svojo moč v regiji. Leta 1265 se je povezal s skupino baronov v Angliji. V zameno je dobil nadzor nad lokalnimi valižanskimi mogotci na vseh ozemljih v regiji, tudi v Glamorganu. De Clare je verjel, da sta dežela in moč v nevarnosti ter se povezal s Henrikom III. proti uporniškim baronom in Llywelynu.
Upor je izbruhnil med letoma 1266 in 1267. De Clare je iz Cardiffa prodiral na sever v Glamorgan. Leta 1268 je začel graditi grad pri Caerphillyju, da bi lažje nadziral svoje nove pridobitve. Grad leži v kotlini, v dolini ob reki Rhymney in v središču mreže poti in cest, ki mejijo na nekdanje rimske utrdbe. Delo je začel z veliko zavzetostjo, zgradil jarke, ki so osnovna oblika gradu, postavil začasne lesene palisade in ustvaril obsežno vodno obrambo z zajezitvijo lokalnih potokov. Zidovi in notranje zgradbe, ki so glavni del gradu, so bili zgrajeni hitro. Arhitekt gradu in natančni stroški gradnje niso znani, vendar sodobne ocene kažejo, da bi lahko bili stroški tolikšni kot za grad Conwy ali Caernarfon, morda 19.000 £, kar je velik znesek za tisto obdobje.
Llywelyn se je odzval s posredovanjem z lastnimi silami, vendar so dokončni spopad preprečila diplomatska prizadevanja Henrika III. De Clare je nadaljeval gradbena dela in leta 1270 je Llywelyn napadel in zažgal mesto, verjetno uničil začasno obrambo in lokale. De Clare je  naslednje leto nadaljeval delo, napetost je rasla in Henrik je poslal dva škofa, Rogerja de Meylanda in Godfreyja Giffarda, da bi prevzela nadzor in razsojala o rešitvi spora.
Škofi so zavzeli grad leta 1271 in obljubili Llywelynu, da se bodo gradbena dela začasno prenehala, naslednje poletje pa začela pogajanja. Februarja naslednje leto pa je de Clare zasegel grad, napodil škofovske vojake in – delal se je nedolžnega – začel ponovno graditi. Niti Henrik niti Llywelyn nista hitro posredovala in de Clare je zahteval celoten Glamorgan. Naredil je dodatno vodno obrambo, stolpe in vrata.
V naslednjih dveh desetletjih se je moč Llywelyna zmanjšala. Leta 1276 je Henrikov sin Edward I. po sporu s princem napadel Wales, zlomil njegovo moč v južnem Walesu in leta 1282 z drugo akcijo povzročil Llwelynovo smrt in propad samostojne valižanske oblasti. Za boljšo obrambo so bile okoli 1290 dodane stene po končanih delih. Lokalni spori so ostali. De Clare se je prerekal s Humphreyjem de Bohunom, grofom Herefordskim, leta 1290 in naslednje leto je bila zadeva predložena kralju, ki je začasno zasegel Caerphilly.
Leta 1294 se je Madog ap Llywelyn uprl angleški nadvladi. To je bil prvi večji upor po letu 1282. Valižani so se uprli zaradi uvedbe obdavčitve in Madog je imel veliko podpore. V Glamorganu je Morgan ap Maredudd vodil lokalno vstajo. De Clare ga je leta 1270 razlastil in vstaja je bila zanj  priložnost, da ponovno dobi svoje posesti. Morgan je napadel Caerphilly, zažgal polovico mesta, ne pa gradu. Spomladi leta 1295 je Edvard I. napadel  severni Wales, zatrl vstajo in priprl Madoga. De Clare je napadel Morganove sile in med aprilom in majem znova zavzel regijo. De Clare je umrl konec leta 1295. Grad Caerphilly je zapustil v dobrem stanju, povezan z mestecem Caerphilly, ki se je pojavilo na jugu, z velikim jelenjim parkom v bližini doline Aber.

### 14.–17. stoletje
Gilbertov sin, tudi Gilbert de Clare, je podedoval grad, a je še mlad umrl v bitki pri Bannockburnu leta 1314. Družinska posest je bila sprva pod nadzorom krone, vendar je pred kakršno koli odločitvijo o dediščini v Glamorganu izbruhnil upor. Jeza zaradi dejanj kraljevih upraviteljev je sprožila, da se je Llywelyn Bren januarja 1316 uprl in z veliko silo napadel grad Caerphilly. Grad je prenesel napad, vendar pa je bilo mesto uničeno in upor se je širil. Kraljeva vojska je prišla reševat položaj, premagala Brena v bitki pri hribu Caerphilly in zlomila valižansko obleganje gradu. 
Leta 1317 je Edvard II. uredil dediščino Glamorgana in grad Caerphilly dodelil Eleanori de Clare. Poročila se je s kraljevim ljubljencem Hughom le Despenserjem. Hughu je zaradi dobrega odnosa s kraljem uspelo razširjati svojo moč po vsej regiji. Prevzel je posesti po celotnem južnem Walesu. Zaposlil je mojstra Thomasa de la Bataila in Williama Hurleyja, da bi razširila viteško dvorano na gradu z bogato izrezljanimi okni in vrati. V letu 1326 je Edvardova žena Izabela Francoska strmoglavila svojo vlado. Kralj in Hugh sta pobegnila na zahod. V gradu sta ostala od konca oktobra do začetka novembra, nato pa pobegnila pred bližajočimi se Izabelinimi silami. V gradu sta pustila obsežne zaloge in 14.000 £. William la Zouche je oblegal grad s 425 vojaki, sir John de Felton, Hughov sin, tudi Hugh, in garnizija 130 moških so branili Caerphilly do marca 1327, ko so se predali pod pogojem, da bo mlajši Hugh pomiloščen, njegov oče pa je že bil usmrčen.
Napetosti med Valižani in Angleži so ostale in se leta 1400 prelile v upor, imenovan Glyndŵrjev upor. Grad je ostal nepoškodovan. Leta 1416 je grad dobila Izabela le Despenser, ko se je poročila z Richardom de Beauchampom, grofom Worcestrskim. Nato ga je dobil njen drugi mož Richard Beauchamp, grof Warwiški. Izabela in njen drugi mož sta veliko vlagala v grad, ga popravljala, da je bil primeren za uporabo in postal njuno glavno prebivališče v regiji. Leta 1449 sta grad dobila Richard Nevill in Jasper Tudor, grof Pembroški. 
Po letu 1486 je grad propadal, zasenčil ga je grad Cardiff. Ko so propadla vhodna vrata, se je voda, ki je varovala grad, verjetno izsušila. Zgodovinar John Leland je obiskal grad Caerphilly okoli leta 1539. Zapisal je, da je v ruševinah in obdan z močvirjem. Henry Herbert, grof Pembroški je uporabljal grad za grajsko sodišče. Leta 1583 je dobil grad v zakup Thomas Lewis, ki je porabil večino kamna za prenovo svoje hiše in s tem povzročil veliko škodo. 
Leta 1642 je izbruhnila angleška državljanska vojna med privrženci rojalistov Karla I. in  parlamentarci. Južni Wales je bil pretežno rojalističen. Ob spopadu je bil zgrajen zaščitni nasip ali majhna utrdba s pogledom na grad Caerphilly na severozahodu, kjer je bila včasih rimska utrdba. Ni jasno, ali so jo zgradili rojalisti ali parlamentarci, ki so zasedli območje v zadnjih mesecih vojne marca 1646, vendar so puške v trdnjavi obvladovale notranjost gradu. Morda so parlamentarci grad Caerphilly namerno pustili, da bi preprečili njegovo uporabo v prihodnosti kot utrdbo. Več stolpov je propadlo v 18. stoletju morda zaradi ugrezanja, ko se je vodna obramba umaknila, ker ni dokazov o namernem uničevanju.

### 18.–21. stoletje
Markiz Bute je dobil grad leta 1776. John Stuart, prvi markiz, je sprejel ukrepe za zaščito ruševin. Njegov pravnuk John Crichton-Stuart, tretji markiz, je bil izjemno bogat in se je strastno zanimal za srednji vek. Najel je arhitekta Williama Frama in leta 1870 prekril dvorec. Markiz je začel odkupovati zakupljene posesti okoli gradu, da bi odstranil mestne hiše, ki so bile zgrajene do roba posesti.
Četrti markiz John Crichton-Stuart je bil navdušen restavrator in graditelj. Med letoma 1928 in 1939 je naročil velik projekt obnove. Kamnite gradnje so bile skrbno popravljene, manjkajoči koščki so bili narejeni s kalupi. Notranja vzhodna vrata so bila obnovljena skupaj z več drugimi stolpi. Markiz je naročil tudi zunanja dela, da bi sčasoma ponovno napolnil jezera in po več desetletnih nakupih mu je končno uspelo porušiti lokalne hiše, ki so ovirali pogled na grad. 
Do leta 1947, ko je peti markiz John Crichton-Stuart podedoval grad, je družina Bute sama prodala večino svoje zemlje v južnem Walesu. John je prodal preostalo družinsko lastnino in leta 1950 grad Caerphilly podaril državi. Jezera so ponovno zalili in obnovitvena dela so bila končana v 1950-ih in 1960-ih. Grad zdaj upravlja Cadw in ga trži kot turistično zanimivost. Leta 2006 ga je obiskalo 90.914 ljudi.  Je zaščiten kot državni spomenik in je na seznamu kot znamenitost stopnje I. 

## Arhitektura
Grad ima vrsto vzhodnih obramb, ki jih varujeta zunanji vzhodni jarek in severno jezero, utrdbe na osrednjem in zahodnem otoku, ki sta zaščitena z južnim jezerom. Območje je veliko okoli 120.000 m² in je drugo največje v Veliki Britaniji.  Zgrajen je na naravni prodni podlagi v lokalni rečni kotlini, grajske stene so zgrajene iz peščenjaka penant. Arhitektura gradu je znana in zgodovinsko pomembna. Je prvi grad v Britaniji, ki ima koncentrično grajsko obrambo, s katero se je spremenila vojaška arhitektura, ki je vključila tudi velika vhodna vrata. Grad ima tudi izrazito prefinjeno mrežo jarkov in nasipov, ki jih je zgodovinar Allen Brown opisal kot "najbolj izpopolnjena vodna obramba v vsej Veliki Britaniji".
Vzhodna obramba je bila dosežena z zunanjimi glavnimi vrati s krožnimi stolpi na piramidalnih temeljih, kar je značilno za gradove v južnem Walesu. Izvirna vrata so imela več zaporednih dvižnih mostov, ki so bili povezani s stolpom, a so uničeni. Na severni strani vrat je severni jez, zaščiten s tremi mogočnimi stolpi, ki so morda podpirali grajske hleve. Kljub škodi zaradi pogrezanja jez še vedno zadržuje severno jezero. Južni jez je bil ogromna struktura, dolga 152 m, ki se je končala z veliko podporno steno. Ohranjeni so ostanki grajskega mlina, ki so bili prvotno napajani z vodo iz jezu. Štiri replike oblegovalnih naprav so postavljene na ogled. Jez se konča s Feltonovim stolpom, kvadratno utrdbo, namenjeno zaščiti zapornice, ki je urejala raven vode iz jezu, in južnimi vrati, imenovanimi tudi Giffardov stolp, prvotno dostopnimi čez dvižni most, ki je vodil v mesto. 
Caerphillyska vodna obramba se je skoraj gotovo zgledovala po Kenilworthu, kjer je bila ustvarjena podobna vrsta umetnih jezer in jezov. Gilbert de Clare se je boril pri obleganju v Kenilworthu leta 1266 in ga je videl. Vodna obramba je zagotavljala posebno zaščito pred miniranjem, ki bi sicer lahko ogrozilo grajsko obzidje. Velja za najnaprednejšo v Veliki Britaniji. 
Sredinski otok je notranja obramba Caerphillyja, v grobem je to kvadrat s stenami notranjega in srednjega krila, notranje krilo je zaščiteno s štirimi stolpi na vsakem vogalu. Stene notranjega krila se spogledujejo s tistimi srednjega krila, kar sestavlja koncentrično obrambo dveh zaprtih obročev zidov; v srednjem veku so bile stene srednjega krila lahko veliko višje, kot so danes in so pomenile močno obrambo. Caerphilly je bil prvi koncentrični grad v Britaniji pred slavnimi gradovi Edvarda I. Zasnova je vplivala na oblikovanje Edvardovih poznejših gradov v severnem Walesu in zgodovinar Norman Pounds ugotavlja, da pomeni "prelomnico v zgodovini gradov v Britaniji". Verjetno pogrezanje je povzročilo, da jugovzhodni stolp v notranjem krilu visi navzven pod kotom 10 stopinj. 
Dostop do sredinskega otoka je bil čez dvižni most skozi nekaj vrat na vzhodni strani. Notranja vzhodna vrata, podobna kot v Tonbridgeu iz 1250-ih, so ponovno okrepljena tako, kot so bila v vsej Angliji in Walesu. Včasih jih imenujejo donžon, stolpast grad, namenjen obrambi in prebivanju. Trdnjava je imela zunanjo in notranjo obrambo, ki je omogočala obrambo, tudi če je bil prebit obod gradu. Dva velika stolpa obdajata vrata na obeh straneh vhoda, ki je zaščiten z dvižno železno mrežo in morilskimi luknjami. Precejšnja velikost stražarnice je omogočala tudi nastanitev, bila je udobno opremljena, verjetno za grajskega stražnika in njegovo družino. Drug par vrat je ščitil zahodno stran. 
V notranjem krilu gradu sta bila dvorec in stanovanje. Zgrajen je bil modno z visokim standardom namestitve, ki je bila podobna kot v gradu Chepstow. V srednjem veku bi moral biti dvorec razdeljen z lesenimi zasloni, pisanimi okraski, bogato, podrobno rezbarijo in ogrevana z velikim, osrednjim kaminom. Nekateri vklesani srednjeveški sklepniki v obliki moških in ženskih glav so ohranjeni v dvorani še danes, morda prikazujejo kraljevi dvor v 1320-ih, tudi Edvarda II., Izabelo Francosko, Hugha Despenserja in Eleanoro de Clare. Na vzhodu velike dvorane je bila grajska kapela, nad kletjo in shrambo. Na zahodni strani dvorane so zasebni apartmaji gradu, dva sončna prostora z razkošno opremo. 
Onstran sredinskega otoka je zahodni otok, ki je bil verjetno dosegljiv po dvižnem mostu. Otok se imenuje Y Weringaer ali Caer y Werin v valižanščini, kar pomeni 'ljudska trdnjava'. Verjetno ga je mesto uporabljalo za zaščito med spopadi. Severozahodno od zahodnega otoka je bila  sprva rimska utrdba, obsegala je približno 1,2 ha, in ostanki civilno-vojaške utrdbe iz 17. stoletja so bile zgrajene prav tu. 

## Film
Grad Caerphilly je bil prizorišče več epizod britanske televizijske nadaljevanke Doctor Who, tudi The End of Time iz leta 2009. Pri snemanju ječe v izmišljenem zaporu Broadfell so uporabili stanovanjska krila vzhodnih vrat, stražnikov dvorec in galerijo.